# Ogema (Wisconsin)
Ogema – miasto w Stanach Zjednoczonych, w stanie Wisconsin, w hrabstwie Price.